# Chipset Prism
El "chipset" es el conjunto (set) de chips que se encargan de controlar determinadas funciones del ordenador, como la forma en que interactúa el microprocesador con la memoria o la caché, o el control de los puertos y slots ISA, PCI, AGP, USB...
El chipset Prism es uno de los más usados por usuarios de GNU/Linux así como BSD gracias a la integración a la que goza este chipset ya que todos los documentos del comité de evaluación; notas, diseños de referencia, informes y resúmenes técnicos sobre el chipset se pueden conseguir de forma gratuita en la página web de Intersil.

## Funcionamiento
Tomemos el esquema de la primera versión del Chipset Prism para explicar su funcionamiento: 
Las controladora MAC(situada a la derecha en el esquema) ya que realiza la mayor parte de las 
operaciones básicas del protocolo 802,11 es la encargada de determinar si se puede utilizar la tarjeta en modo monitor (RFMON) y de la insserción y manipulación de marcos en los paquetes así como indicar si la tarjeta puede cumplir la función de punto de acceso
La controladora MAC de los chipsets Prism 2,0 o superior posee un motor WEP que agiliza el trabajo con este tipo de criptografía ahorrando ciclos de CPU al ordenador.

## Chipset Prism y Linux
Intersil haga públicas las especificaciones del chipset ha dado como resultado el que exista una gran diversidad de controladores, entre ellos cabe destacar:
- Controladores Prism54
- Airjack
- Controladores HostAP

## Versiones
A continuación se enumeran las versiones del Chipset Prism, así como los estándares que soportan pero como siempre estas estadísticas varían según los resultados de la acción que cumpla el Prism
- Prism I

802,11 original
- Prism II

802,11b
- Prism III

802,11a/b
- Prism Indigo

802,11a
- Prism GT

802,11b/g 
- Prism Duette

802,11a/b
- Prism Nitro

red IEEE 802.11g mejorada
- Prism World Radio

802,11a, b, d, g, h, i y j

## Otros Chipsets WiFI
- Chipset Aironet
- Chipset Hermes
- Chipset Symbol
- Chipset Atheros

## Enlaces
Sitio web de Intersil
Web de Conexant Archivado el 30 de noviembre de 2020 en Wayback Machine.
HostAP
Airjack en sourceforge
Proyecto Prism54
Proyecto linux-wlan
- Datos: Q7245672